# Marcel Lecoultre
Pierre Nicolas Marcel Lecoultre, né à Paris 4e le 25 juin 1867 et mort le 7 mai 1942 à Cachan, est un peintre, dessinateur et illustrateur français. Il utilisa également comme signature M. Lec..

## Biographie
Né rue Saint-Louis-en-l'Île, fils de Nicole Euphrasie Virginie Hintz (1839-1919), brodeuse, et de Julien Auguste Lecoultre (1837-1888), peintre-décorateur, le jeune Marcel est l'aîné de trois enfants, et a pour témoins à sa naissance deux graveurs dont Pierre Deferneville, futur communard. 
Son père le forme au dessin et lui fait passer le concours de l’école des Arts décoratifs. Ses premiers travaux d'illustrateurs paraissent dans Le Journal illustré à partir de 1893. Il est influencé par Daniel Vierge. À partir de 1899, prénommé « Marcy », il est un fidèle collaborateur du Mois littéraire et pittoresque dès 1899, et d'une manière générale, des titres publiés par la Maison de la bonne presse,.  
En 1898, il épouse Louise Albertine Carbonneau, dont trois enfants. En 1914, la famille s'installe à Cachan, rue de la Liberté.
Pour ses autres collaborations à des périodiques, sont notables le Journal des voyages (1896), La Vie populaire (1896), Le Petit Français illustré (1901), Je sais tout (dès 1907), Le Pèlerin (1921-1935), Lectures pour tous, Mon journal (1921), La Chronique amusante, La Semaine de Suzette...
Lecoultre illustre également de nombreux ouvrages, entre autres pour Mame, Armand Colin, Charles Delagrave, Pierre Lafitte, ainsi que des partitions de musique et quelques affiches.

## Ouvrages illustrés
Parmi une production très abondante, citons en première édition :
- Roger Dombre, Pierrot et Cie, Armand Colin, 1898.
- Marie d'Agon de la Contrie, Fraternité, L-Henry May & G. Mantoux, Société française d'éditions d'art, 1902.
- Pierre Perrault, Trésor de guerre, A. Colin, 1904.
- Joseph Ageorges, Les contes de mon oncle Paterne. Contes et légendes du Berry, dessins avec Fernand Maillaud, C. Delagrave, 1906 [rééd. nombreuses].
- Henri de Régnier, Les vacances d'un jeune homme sage[10], Calmann-Lévy, 1908.
- Gaston Leroux, Les étranges noces de Rouletabille, avec Roger Broders, Pierre Lafitte, 1922.
- René Bazin, Davidée Birot, Calmann-Lévy, 1922.
- Yves M. Bozellec, Choisissons un métier, Hachette, 1923.